# Gabriel Kopp

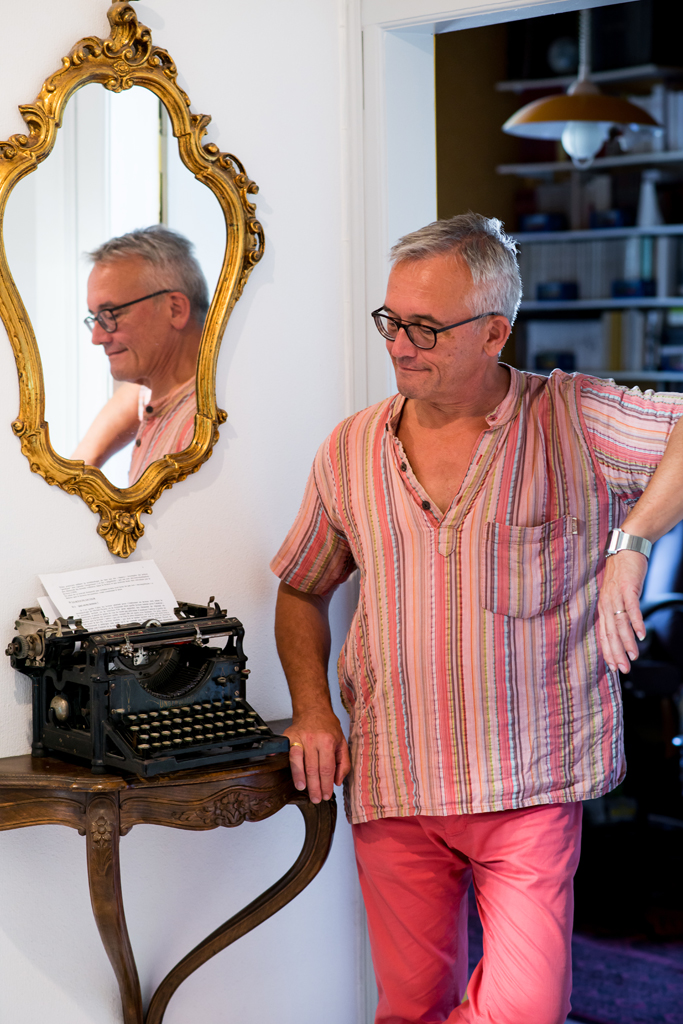
Gabriel Eugène Kopp en 2018

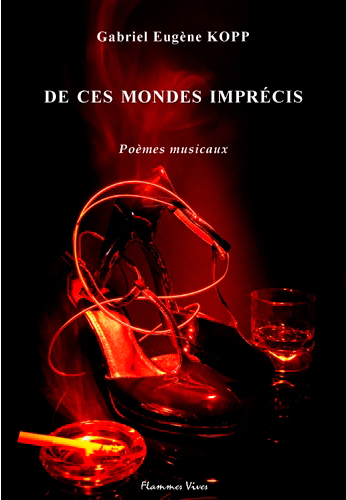
Couverture du recueil de poèmes De ces mondes imprécis (photo Alexandre Grisward) paru en 2015 aux éditions Flammes Vives

Gabriel Kopp, de son vrai nom Gabriel Eugène Kopp, né le 14 mars 1951 à Cocheren, est un écrivain français de science-fiction humoristique et de poésie.

## Biographie
Gabriel Kopp a travaillé pendant une quarantaine d'années dans des services hospitaliers, notamment comme psychologue clinicien au sein du CHS de Hœrdt et comme responsable clinique d’une unité de consultation externe.
Docteur en psychopathologie (1978) sous la direction de J.P. Bauer. Diplômé d’études approfondies de Philosophie (1979) sous la direction de R. Chambon, L. Braun, G. Gusdorff. Études doctorales de Théologie Catholique (1983-85) sous la  direction de R.Sublon
Outre ses romans et recueils de nouvelles de science-fiction, il a écrit des recueils de poésies. Il a ainsi obtenu le prix Jean Cocteau 2010 décerné par la Société des Poètes Français et le prix Jean-Aubert 2016 décerné par les éditions Flammes Vives.

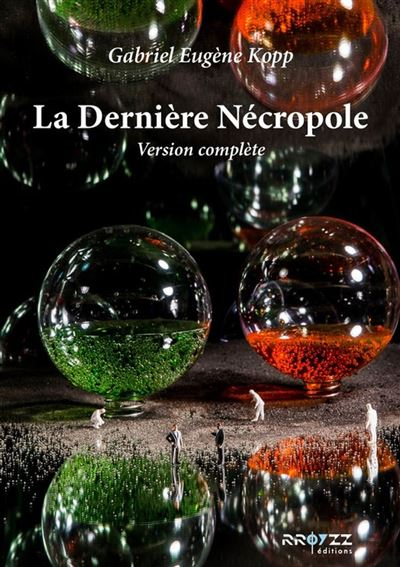
Couverture du roman La Dernière Nécropole version complète (photo Alexandre Grisward) paru en 2017 aux éditions RroyzZ

## Œuvre

### Romans
- Au Nord-Nord-Ouest d'Éden, Griffe d'Encre, coll. « Novella », 2008, 106 p.  (ISBN 978-2-9529239-8-9)
- La Dernière Nécropole Tome 1, Griffe d'Encre, coll. « Novella », 2009, 100 p.  (ISBN 978-2-36372-101-3)
- Chroniques de la Grande Séparation, Griffe d'Encre, coll. « Novella », 2013, 124 p.  (ISBN 979-10-92349-00-9)
- Mélancolie Killers, RroyzZ, 2018, 270 p.  (ISBN 978-2-36372-159-4)
- La Dernière Nécropole, version complète, T1&T2, RroyzZ, 2017, 215 p.  (ISBN 978-2-36372-101-3)

### Recueil de nouvelles
- Mécomptes de Noël, L'Ours blanc, 2016, 125 p.  (ISBN 978-2-914362-58-0)
- Tout doit disparaître, RroyzZ, 2019, 240 p.  (ISBN 978-2-36372-207-2)

### Recueil de poèmes
- Caraïbes, Flammes vives, 2009, 108 p.  (ISBN 978-2-915475-49-4)
- Lorraines, Flammes vives, 2011, 118 p.  (ISBN 978-2-915475-82-1)
- Mots de passe, Flammes vives, 2011, 57 p.  (ISBN 978-2-915475-78-4)
- Un jour, je m'en irai : Suites exotiques, Flammes vives, 2013, 96 p.  (ISBN 978-2-36550-015-9)
- De ces mondes imprécis, Flammes vives, 2015, 81 p.  (ISBN 978-2-36550-062-3)
- Les Heures du dragon : Cinq saisons, Flammes vives, 2017, 99 p.  (ISBN 978-2-36550-101-9)
- Paysages, Flammes vives, 2021, 115 p.  (ISBN 978-2-36550-163-7)

### Etudes
- Couverture du recueil de nouvelles Tout doit disparaître (photo Alexandre Grisward) paru en 2019 aux éditions RroyzZIsthmes…  À propos d’Éros et Thanatos, université Louis Pasteur, 1978

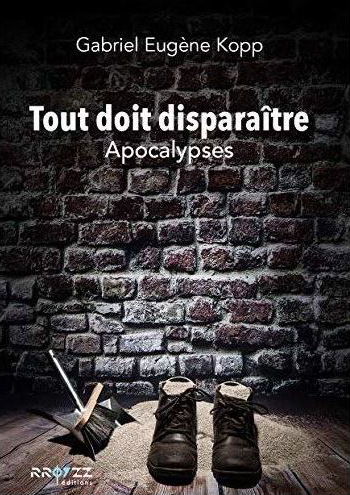
Couverture du recueil de nouvelles Tout doit disparaître (photo Alexandre Grisward) paru en 2019 aux éditions RroyzZ

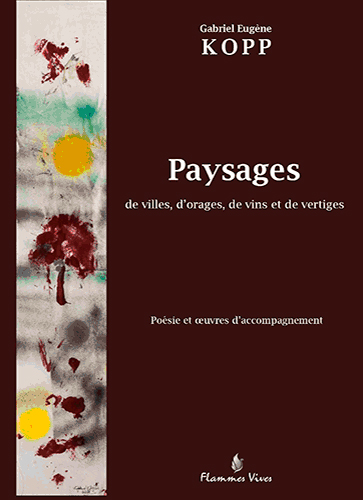
Couverture du recueil de poèmes Paysages (photo : Oeuvre de l'auteur) paru en 2021 aux éditions Flammes Vives

- Arthur Schopenhauer : la passion de l’inconscient, Université René Descartes, 1979
- Le rire d’Abraham, Université Marc Bloch, 1983

## Liens externes

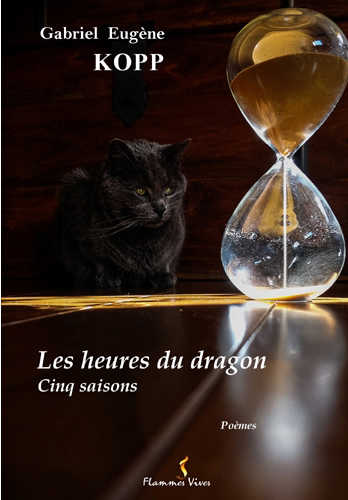
Couverture du recueil de poèmes Les Heures du dragon : 5 saisons (photo Alexandre Grisward) paru en 2017 aux éditions Flammes Vives